# Raúl Montaña
Raúl Alexander Montaña Herrera (Bogotá, 22 de septiembre de 1971) es un exciclista colombiano, quién se hizo profesional en 1994.

## Palmarés[1]
1992
- Vuelta de la Juventud de Colombia

1993
- Vuelta a Boyacá

1995
- Clásico RCN, más una etapa
- Campeonato de Colombia Contrarreloj

1996
- Una etapa en la Vuelta a Colombia
- Clásica de Girardot

1997
- Clasificación de la combinada en la Vuelta a Colombia
- Clásico RCN, más 3 etapas

1998
- Una etapa de la Vuelta a Colombia
- Clásico RCN, más 3 etapas

1999
- Tres etapas de la Vuelta a Colombia
- 3º en la Vuelta a Cundinamarca

2000
- Clasificación de la montaña, combinada y regularidad, más dos etapas de la Vuelta a Colombia
- Campeonato Panamericano en Ruta
- 3º en la Vuelta a Boyacá, más una etapa
- 3º en el Campeonato de Colombia de Ciclismo Contrarreloj

2001
- Una etapa en la Vuelta a Venezuela

## Resultados en Grandes Vueltas y Campeonatos del Mundo
Durante su carrera deportiva ha conseguido los siguientes puestos en las Grandes Vueltas y en los Campeonatos del Mundo en carretera:
| Carrera         | 1994 | 1995 | 1996 | 1997 | 1998 | 1999 | 2000 | 2001 |
| --------------- | ---- | ---- | ---- | ---- | ---- | ---- | ---- | ---- |
| Giro de Italia  | Ab.  | Ab.  | -    | -    | -    | -    | 65º  | -    |
| Tour de Francia | -    | -    | -    | -    | -    | -    | -    | -    |
| Vuelta a España | -    | -    | -    | -    | -    | -    | -    | -    |
| Mundial en Ruta | -    | -    | -    | -    | -    | -    | -    | -    |

-: no participa

## Equipos
- Manzana Postóbon (1993)
- ZG Mobili (1994)
- Gaseosas Glacial (1995)
- ZG Mobili - Selle Italia (1995)
- Manzana Postóbon (1996)
- Caprecom - Zapatos Kioo’s (1997)
- Aguardiente Néctar - Selle Italia (1998)
- Aguardiente Néctar Cundinamarca (1999)
- Aguardiente Néctar - Selle Italia (2000)
- Aguardiente Néctar (2001)